# Chalais (Indre)
Chalais é uma comuna francesa na região administrativa do Centro, no departamento de Indre. Estende-se por uma área de 39,65 km². Em 2010 a comuna tinha 145 habitantes (densidade: 3,7 hab./km²).